# Agrotera scissalis
Agrotera scissalis là một loài bướm đêm trong họ Crambidae.